# Revueltas de Brístol

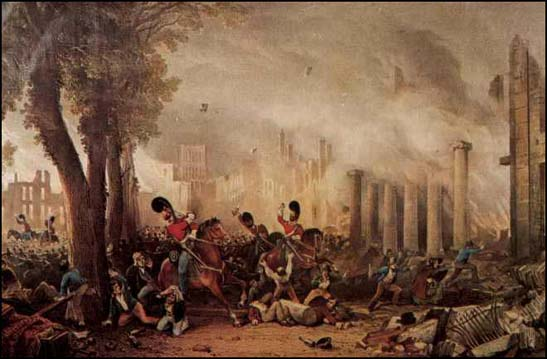
La tercera Guardia de Dragones reprimió violentamente los disturbios de Brístol de 1831

Las revueltas de Brístol es el término con el que se conoce a una serie de disturbios sucedidos desde el siglo XVIII en la ciudad de Bristol (Inglaterra, Reino Unido).

## Disturbios en el puente de Brístol, 1793
En 1794, se dijo que la población de Brístol era "apta para reunirse en turbas en las más mínimas ocasiones, pero rara vez ha estado tan activa como en las últimas disputas acontecidas acerca del puente de Brístol". La revuelta del puente de Brístol del 30 de septiembre de 1793 comenzó como una protesta por la renovación de una ley que cobraba peajes en el mencionado puente de Brístol, que incluía la propuesta de demoler varias casas cercanas al puente para crear una nueva vía de acceso y una controversia sobre la fecha de eliminación de las puertas. Once personas murieron y 45 resultaron heridas, lo que la convirtió en una de las peores masacres del siglo XVIII en Inglaterra.

## Revuelta de New Cut, 1809
Tras la finalización exitosa del canal artificial de New Cut, el proyecto del puerto flotante de Brístol se certificó como completo el 1 de mayo de 1809, y se llevó a cabo una cena de celebración en la isla Spike para mil de los peones, maquinistas embarcados que habían trabajado en la construcción. En la cena se sirvieron "dos bueyes asados enteros, un peso proporcional de patatas y seiscientos kilos de budín de ciruelas", junto con un galón de cerveza fuerte para cada hombre. Cuando se acabó la cerveza, una pelea masiva entre trabajadores ingleses e irlandeses se convirtió en un motín, que tuvo que ser reprimido mediante una leva forzosa de la marina.

## Disturbios en Queen Square, 1831
Los disturbios de Brístol de 1831 tuvieron lugar después de que la Cámara de los Lores rechazara el segundo proyecto de ley de reforma, que tenía como objetivo deshacerse de algunos de los distritos podridos y dar a las ciudades industriales de rápido crecimiento de Gran Bretaña como Brístol, Mánchester, Birmingham, Bradford y Leeds una mayor representación en la Cámara de los Comunes. Brístol había estado representada en la Cámara de los Comunes desde 1295, pero en 1830 solo 6.000 de sus 104.000 habitantes tenían derecho a voto.
El magistrado local Sir Charles Wetherell, un fuerte opositor al proyecto de ley, visitó Brístol para abrir los nuevos Tribunales el 29 de octubre. Amenazó con encarcelar a los participantes en un disturbio que se desarrollaba afuera, y una turba enfurecida lo persiguió hasta Mansion House en Queen Square. El magistrado escapó disfrazado, aunque una historia contemporánea dice que escapó por los tejados, pero el alcalde y los concejales fueron sitiados en Queen Square.
Los alborotadores sumaron alrededor de 500 o 600 jóvenes, y los disturbios continuaron a lo largo de tres días, durante los cuales el palacio de Robert Gray (el obispo de Brístol), las casas más ricas y numerosas propiedades privadas fueron saqueadas y destruidas, junto con la demolición de gran parte de la cárcel. Se detuvo el trabajo en el puente colgante de Clifton e Isambard Kingdom Brunel prestó declaración jurada como testigo especial.
El alcalde, Charles Pinney, solicitó la asistencia de la caballería como medida de precaución y una tropa de la 3.ª Guardia de Dragones y un escuadrón de la 14.ª de Dragones Ligeros fueron enviados a Brístol bajo el mando del teniente coronel Thomas Brereton. Brereton no deseaba incitar a la multitud e incluso ordenó al 14 Escuadrón que saliera de la ciudad después de haber dispersado con éxito a la multitud. Al ver esto como una victoria, los disturbios continuaron y, finalmente, Brereton tuvo que llamar a los escuadrones 3 y 14 para restablecer el orden, y finalmente lideró una carga con espadas desenvainadas a través de la multitud en Queen Square.
Cuatro alborotadores murieron y 86 resultaron heridos, aunque se cree que muchos más perecieron en los incendios provocados por los alborotadores, con un número total de muertos de hasta 500. Junto con el comandante del tercer destacamento de dragones, el capitán Warrington, Brereton fue posteriormente sometido a consejo de guerra por ser demasiado permisivo con los alborotadores, pero Brereton se suicidó antes de la conclusión de su juicio. Aproximadamente 100 de los involucrados fueron juzgados en enero de 1832 por el presidente del Tribunal Supremo, Nicholas Conyngham Tindal. Cuatro hombres fueron ahorcados a pesar de una petición de 10.000 firmas recogidas en Brístol, que se entregó al rey Guillermo IV. El alcalde, Pinney, fue juzgado por negligencia, pero resultó finalmente exonerado.

## Disturbios en el Mercado Viejo, 1932
El 23 de febrero de 1932, como reacción al gobierno que redujo la prestación por desempleo en un 10 por ciento, alrededor de 4.000 manifestantes intentaron marchar hacia el centro de la ciudad, encabezados por el Movimiento Nacional de Trabajadores Desempleados. A lo largo de la protesta, la policía mostró una fuerte resistencia, sacando sus porras y desplegando policías montados a caballo, lo que provocó represalias por parte de los manifestantes. Este comportamiento culminó cuando la policía atacó a los manifestantes fuera de la comisaría de policía de Trinity y a lo largo del Mercado Viejo. Muchas personas, incluidos los transeúntes, resultaron heridas. Gradualmente, durante los siguientes cinco años, el desempleo en Brístol se redujo y en 1937 solo 11.500 personas estaban registradas desempleadas en la ciudad, en contraste con las aproximadamente 28.000 que estaban registradas como desempleadas en el momento de los disturbios.

## Disturbios en Park Street 1944
Los disturbios de Park Street tuvieron lugar en las calles Park Street y George Street el 15 de julio de 1944. Las tensiones raciales inflamadas por incidentes anteriores, y la segregación racial de los soldados tanto en el Reino Unido como en el extranjero, llegaron a un punto crítico en Brístol cuando un gran número de soldados negros se negaron a regresar a sus campamentos después de que la policía militar de EE. UU. vino a poner fin a un altercado menor. Se enviaron refuerzos de la policía militar, hasta 120, y Park Street se cerró con autobuses. En el enfrentamiento posterior, un policía militar fue apuñalado, un soldado negro fue asesinado a tiros y varios otros resultaron heridos.

## Disturbios de St Pauls, 1980
Los disturbios de St Pauls comenzaron el 2 de abril de 1980 en el distrito de St Pauls como consecuencia de las tensiones raciales entre los miembros negros de la comunidad y la policía, incluidas las preocupaciones acerca de las leyes sobre personas sospechosas, las viviendas deficientes y la alienación de los jóvenes negros. Cuando 20 policías llevaron a cabo una redada en el Black and White Café, ubicado en Grosvenor Road en el corazón de St Pauls, encontraron una considerable resistencia que se acabó convirtiendo en una revuelta. Los disturbios continuaron durante muchas horas y causaron grandes daños, incluidos una oficina del Lloyds Bank y una oficina de correos, varios camiones de bomberos y doce coches de policía. Treinta y tres personas resultaron heridas, incluidos 21 policías y tres bomberos, y se realizaron 21 arrestos, pero nadie fue condenado por ningún delito.

## Disturbios de St Pauls, 1986
También se produjeron enfrentamientos con la policía en la misma zona durante 1980 y 1986, ya que los problemas que habían provocado los disturbios unos 6 años antes seguían presentes. El 7 de mayo de 1986, "la policía de Avon y Somerset organizó una gran redada en el distrito de St Pauls de Brístol. Casi exactamente un año después de los disturbios de Handsworth de 1985, 600 policías se trasladaron a la zona para registrar locales presumiblemente implicados en delitos relacionados con las drogas y el alcohol. La reacción fue el inicio de graves disturbios y ataques a la policía". El último día del enfrentamiento, el 9 de mayo, "dos policías resultaron heridos cuando su coche patrulla fue atacado con piedras y otros objetos en el tercer día de disturbios". En 1996, The Independent publicó un artículo que decía "El área del centro de la ciudad lucha por perder su imagen violenta". Sin embargo, en marzo de 2017, no solo la ciudad de Brístol fue nombrada como el mejor lugar para vivir en todo el Reino Unido por The Sunday Times, sino que la propia zona de St Pauls fue clasificada como el quinto lugar 'más genial' para vivir por The Times ese mismo mes.

## Hartcliffe, 1992
El 16 de julio de 1992, se produjo una revuelta en el barrio de Hartcliffe, después de que la policía matara a Shaun Star y a su amigo cuando circulaban en una motocicleta policial sin identificación que los dos hombres habían robado previamente. Ambos fueron atropellados y muertos por una patrulla de la policía después de ser perseguidos por el barrio. Los dos hombres fallecidos eran bien conocidos dentro de la comunidad, mientras que los policías involucrados en el suceso no estaban capacitados para una persecución segura y no habían seguido los procedimientos. Las tensiones ya eran altas entre las autoridades y la comunidad como resultado de la desconfianza en la policía y los problemas de decadencia económica en el área, y se agravaron durante los disturbios por la noticia de última hora de que a Hartcliffe se le había denegado la financiación de la Iniciativa City Challenge del gobierno para un segundo año consecutivo. En total, los disturbios duraron tres días. La policía fue atacada y muchas de las tiendas ya deterioradas del centro comercial de Symes Avenue fueron incendiadas, destrozadas y dañadas. Aproximadamente 80 arrestos llevaron a más de 60 personas ante los tribunales, y el policía que había cruzado su automóvil en el camino de la motocicleta fue declarado culpable de causar las dos muertes por conducción peligrosa.

## Stokes Croft (Tesco Metro, Telepathic Heights), abril de 2011
Otra revuelta comenzó frente a un nuevo supermercado Tesco Metro en el extremo sur de Cheltenham Road el 21 de abril de 2011. Supuestamente en protesta por la apertura de un nuevo Tesco Metro, los alborotos comenzaron cuando la policía desalojó una casa okupa, conocida como Telepathic Heights, situada frente a la tienda. Se incendiaron contenedores de basura, se arrojaron botellas y se produjeron enfrentamientos entre la policía y los manifestantes a lo largo de la calle hasta altas horas de la madrugada.

## Disturbios nacionales, agosto de 2011
Las protestas habían comenzado en Tottenham, Londres, tras ser abatido a tiros Mark Duggan por la policía el 4 de agosto. En las primeras horas de la mañana del martes 9 de agosto, se informó que se produjeron actos de vandalismo y saqueos en Brístol en sintonía con hechos similares registrados en otras partes del país.

## ProtestasKill the Bill, marzo de 2021
La revuelta comenzó frente a la estación de policía de Bridewell, en el centro de la ciudad, el domingo 21 de marzo de 2021 como culminación de una protesta contra lo que se convirtió en la Ley de Policía, Crimen, Sentencias y Tribunales de 2022. Se incendiaron algunas camionetas de la policía, incluida una ocupada por los agentes. Los informes iniciales de la policía indicaron que los agentes habían sufrido fracturas de huesos, pero estas declaraciones resultaron ser falsas. Se produjeron más protestas los días 23 y 26 de marzo, que se volvieron violentas cuando la policía se puso en acción para disolver a los manifestantes.